# Edoardo Gori
Edoardo Gori (Prato, 5 de marzo de 1990) es un jugador de rugby italiano, que juega de medio de melé para el Colomiers de la Rugby Pro D2 de Francia. 
Su debut con la selección de Italia se produjo en un partido contra Australia en Florencia el 20 de noviembre de 2010. 
Jugó en la Copa Mundial de Rugby de 2011 en Nueva Zelanda. Seleccionado para la Copa del Mundo de Rugby de 2015, Gori anotó un try en la victoria de su equipo sobre Rumanía 32-22, siendo elegido por los aficionados (a través de Twitter) como "Hombre del partido" (Man of the Match) en ese enfrentamiento.